# عادل صفوان
عادل صفوان (3 أغسطس 1987 بسرمبن في ماليزيا - ) هو لاعب كرة قدم ماليزي في مركزي الوسط وقلب الدفاع. شارك مع منتخب ماليزيا تحت 23 سنة لكرة القدم ومنتخب ماليزيا لكرة القدم. أما مع النوادي، فقد لعب مع نادي جوهر دار التعظيم ونادي القوات المسلحة ‏ ونيجري سمبيلان ‏ وهاريماو مودا ب.

## روابط خارجية
- عادل صفوان على موقع قاعدة بيانات كرة القدم.إي يو (الإنجليزية)
- عادل صفوان على موقع ناشيونال فوتبول تيمز (الإنجليزية)
- عادل صفوان على موقع Soccerway.com (الإنجليزية)